# Sint-Ulriks-Kapelle
Sint-Ulriks-Kapelle är en ort i Belgien. Den är belägen i provinsen Flamländska Brabant och regionen Flandern, i den centrala delen av landet, 10 km väster om huvudstaden Bryssel. Sint-Ulriks-Kapelle ligger 57 meter över havet och antalet invånare är 1 633.
Terrängen runt Sint-Ulriks-Kapelle är platt. Runt Sint-Ulriks-Kapelle är det mycket tätbefolkat, med 2 261 invånare per kvadratkilometer.. Närmaste större samhälle är Bryssel, 9,6 km öster om Sint-Ulriks-Kapelle. 
Trakten runt Sint-Ulriks-Kapelle består till största delen av jordbruksmark. Kustklimat råder i trakten. Årsmedeltemperaturen i trakten är 10 °C. Den varmaste månaden är juli, då medeltemperaturen är 19 °C, och den kallaste är januari, med −1 °C.